# Bloedbad van Sharpeville

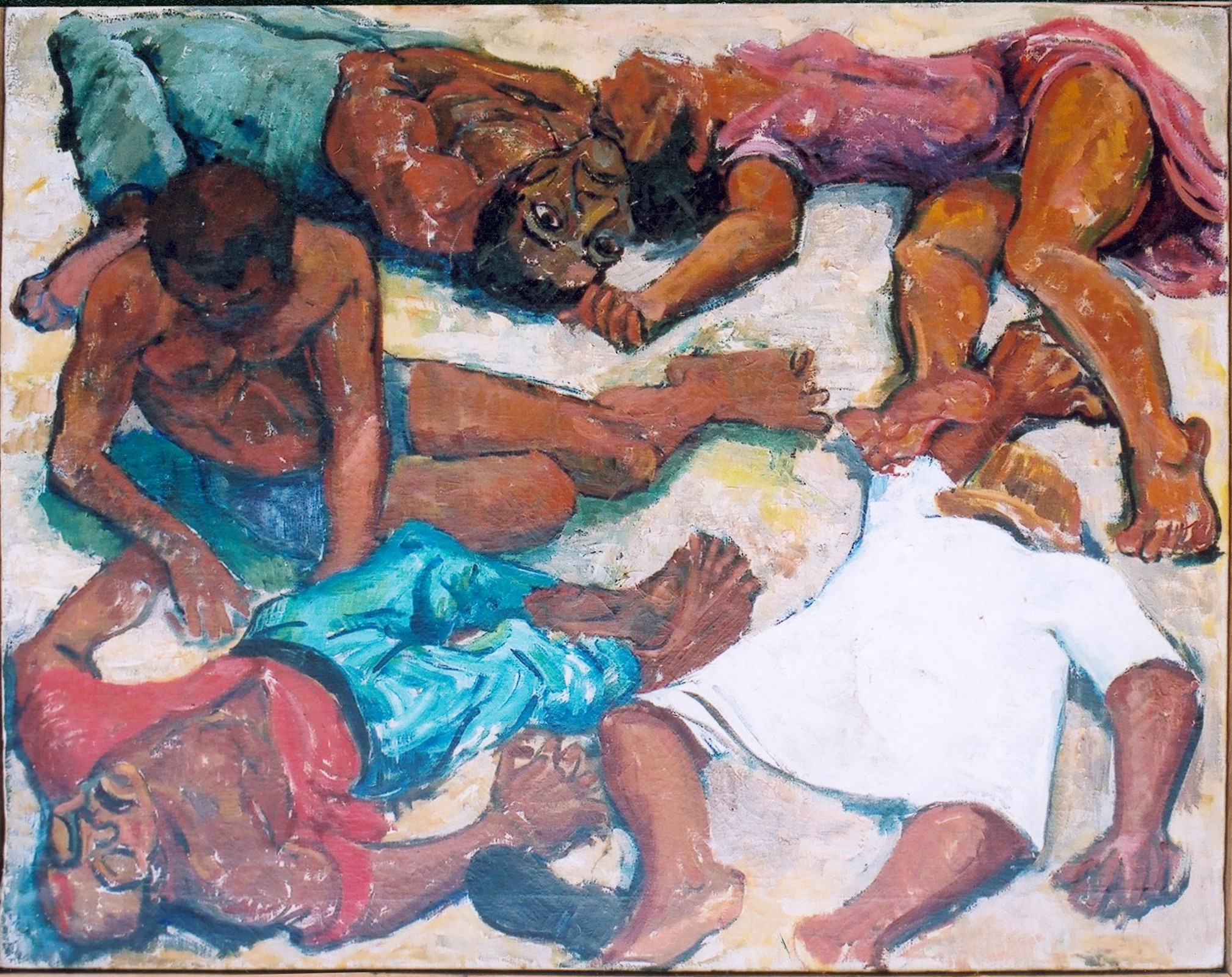
Afbeelding over het bloedbad

Het Bloedbad van Sharpeville vond plaats op 21 maart 1960 in Sharpeville, Zuid-Afrika, toen de politie het vuur opende op zwarte demonstranten.
Meer dan 20.000 inwoners demonstreerden tegen de pasjeswetten die hen belemmerden in hun bewegingsvrijheid en hen verplichtten om op vordering hun identiteitsbewijs te tonen. De demonstratie was georganiseerd door het Pan-Afrikaans Congres. De politie schoot op de demonstranten, waardoor 69 doden en vele gewonden vielen.
De regering van Hendrik Verwoerd raakte door dit bloedbad in een isolement. De kritiek binnen het Brits Gemenebest leidde ertoe, dat Zuid-Afrika zich uit die gemeenschap losmaakte en op 31 mei 1961 een republiek stichtte.